# 吕邦列

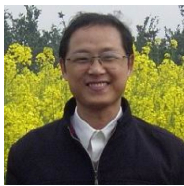
呂邦列

吕邦列（1971年—），男，湖北枝江人，中国基层政治人物，村民自治实践者，枝江市人大代表、枝江市百里洲镇宝月寺村村民。曾任该村村民委员会主任一职，由是知名。

## 生平
十七岁时家贫而辍学。高中文化程度。1990年代初，曾南下广州和福州等地打工。后来回到家乡开展沙梨和柑橘种植。
1996年，吕邦列的《沙梨、柑橘种植技术》在枝江出版。从此，吕邦列与人合作在当地大规模种植沙梨，成了当地的种植能手。
2000年，吕邦列承包了白马寺村20余亩沙地改种金丝绞瓜，因天旱收成全无，严重亏损。他代表村民向政府反映情况，希望能够酌情减免当地税费，但没有结果。
2001年9月和12月，吕邦列两次代表村民到北京上访，反映农民负担问题，都被镇干部接回。镇政府答复是：“对白马寺村的税费征收没问题”。
2002年11月，枝江市百里洲镇宝月寺村村民委员会换届选举。吕邦列竞选村主任，以217票的最高得票进入村选举委员会，但没有当选主任。吕邦列认为选举违规，并整理材料向各有关部门反映，但没有结果。
2003年年底，枝江市开始市人大代表换届选举，吕邦列自荐参加竞选。他自制了2500份宣传单，挨家挨户送到选区选民手中。
2003年6月23日，吕邦列带头提出“对村主任吕万科罢免动议”，理由是：非法收取“一事一议”费；非法任命村组干部；拒绝财务、村务公开；拒绝推行《村民委员会组织法》。宝月寺村2152个选民中709人签名支持该罢免议案，超过了所需的五分之一票数。随后6月26日晚，吕邦列遭到棍棒袭击。7月22日，村委会拒绝召开村民大会，引起近两千村民激愤。当天，吕邦列遭到了吕万科家人用铁器殴打，住院43日，经法院认定4日，只裁定三名肇事者赔偿800余元。最终，原村委会主任吕万科提出辞职，村主任职位空出。
2003年12月6日，吕邦列以“另选他人”方式获得选区6000余选票中的4551票，列总票数第一，成功地参选为湖北省枝江市人大代表。
2004年4月20日，枝江市百里洲镇宝月寺村进行了村委会主任补选，吕邦列在1330名参选选民中以1035的高票当选为宝月寺村主任。由于村委会罢免、改选当时在全国属新鲜事务，吕邦列一时成为新闻人物。
2005年3月，吕邦列自行辞去村委会主任一职。
2005年8月，积极观察太石村村民罢免村主任的维权活动，遭致被打昏。